# Simon Anthamatten
Simon Anthamatten (* 16. Juni 1983 in Zermatt) ist ein Bergsteiger, Bergführer, Skilehrer, Bergretter, Schauspieler und Eiskletterer.

## Leben
Simon Anthamatten ist wie seine Brüder Martin Anthamatten und Samuel Anthamatten in Zermatt geboren, aufgewachsen und immer noch wohnhaft. Nachdem ihm am 24. April 2008 zusammen mit Ueli Steck die Erstbesteigung der Tengkampoche-Nordwand in Nepal gelungen war, erreichte ihn im Mai 2008 in den Vorbereitungen zur Durchsteigung der Südwand des Annapurna ein Notruf aus 7400 Metern. Der spanische Bergsteiger Iñaki Ochoa de Olza war aufgrund eines Lungenödems zusammengebrochen. Trotz des sofortigen Einsatzes über zwei Tage und dem rechtzeitigen Überbringen der lebenswichtigen Medikamente verstarb Ochoa noch in der gleichen Nacht an Ort und Stelle. Anthamatten und Steck wurden für ihren Rettungsversuch mit dem Prix Courage der Zeitschrift «Der Schweizerische Beobachter» geehrt. In der Dokumentation: Drama in der Eiger-Nordwand übernahm er die Rolle des Andreas Hinterstoißer.

## Rekorde
In seiner Karriere bestieg er in Rekordzeit: Jasemba, Bhagirathi, Mount Hunter, North Buttress, Fitzroy Chain, Nationalpark Torres del Paine, Cerro Torre, Eigernordwand, Mont Blanc, El Capitan.
Erstbesteigungen und -begehungen:
- 2008 Erstbegehung der «Anthamatten-Route» an der Zmuttnase in der Nordwand des Matterhorns zusammen mit Samuel Anthamatten
- 2008 Erstbesteigung des Tengkampoche (6500 m) zusammen mit Ueli Steck vom 21. bis 24. April,
- 2008 Begehung der Nordwand des Matterhorns mit Michael Lerjen in 2 h und 33 min. Damit unterboten sie den Geschwindigkeitsrekord von 1953, der bei genau drei Stunden lag. Im gleichen Jahr Auszeichnung Piolet d’Or.[2]
- 2009 Eiskletter-Gesamtweltcupsieger
- 2013 Erstbegehung Südwand des Kungyang Chhish (7400 m) in Pakistan gemeinsam mit Hansjörg Auer und Matthias Auer[3]

Seit 2006 arbeitet Anthamatten als Bergretter bei der Air Zermatt und will sich dort zum Piloten ausbilden lassen.